# Gustav Ahlborn

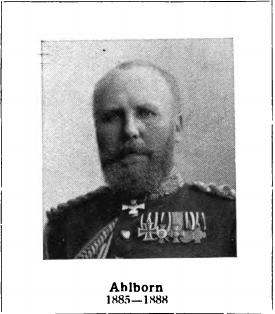
Gustav Ludwig Ahlborn (1837–1918)

Gustav Ludwig Ahlborn (* 15. Juni 1837 in Gandersheim; † 2. November 1918 in Hannover, nach anderen Angaben in Braunschweig oder Goslar) war ein preußischer Generalleutnant.

## Leben

### Herkunft
Gustav war ein Sohn des braunschweigischen Ökonomiekommissars Georg Ahlborn († 1875) und dessen Ehefrau Minna, geborene Diedrichs († 1870).

### Militärkarriere
Ahlborn besuchte die Bürgerschule in Gandersheim und nachfolgend die Gymnasien in Holzminden und Braunschweig. Am 15. Juni 1854 trat er als Musketier in das 40. Infanterie-Regiment der Preußischen Armee ein und avancierte bis Mitte Januar 1856 zum Sekondeleutnant. Nach seiner Versetzung in das 28. Infanterie-Regiment war Ahlborn für drei Jahre zur weiteren Ausbildung an die Kriegsakademie nach Berlin kommandiert. Während dieses Kommandos wurde er Ende Februar 1861 in das 6. Rheinische Infanterie-Regiment Nr. 68 versetzt und im Dezember 1861 zum Premierleutnant befördert. Ab Ende November 1865 war Ahlborn zu Vermessungsarbeiten bei Luxemburg kommandiert. Dieses Kommando endete mit Beginn des Deutschen Krieges und Ahlborn wurde für die Dauer der Mobilmachung als Adjutant zum Generalkommando des VIII. Armee-Korps. In dieser Eigenschaft nahm er am Gefecht bei Hühnerwasser sowie den Schlachten bei Münchengrätz und Königgrätz teil. Für sein Wirken erhielt Ahlborn den Kronenorden IV. Klasse mit Schwertern.
Nach dem Krieg war er vom 15. Januar 1867 bis zum 9. Oktober 1868 als Adjutant der 28. Infanterie-Brigade nach Wesel kommandiert. Anschließend wurde Ahlborn unter Beförderung zum Hauptmann zum Chef der 6. Kompanie ernannt. Zu Beginn des Krieges gegen Frankreich kam er als Dritter Generalstabsoffizier erneut zum Generalkommando des VIII. Armee-Korps. Ahlborn machte die Schlachten bei Spichern, Gravelotte, Amiens, an der Hallue, bei Bapaume und Saint-Quentin sowie die Belagerungen von Metz und Péronne mit. Ausgezeichnet mit beiden Klassen des Eisernen Kreuzes wurde er kurz vor dem Friedensschluss unter Belassung in seinem Kommando dem Generalstab der Armee aggregiert und Mitte Juli 1871 in den Großen Generalstab versetzt. Nach einer einjährigen Verwendung im Generalstab des VIII. Armee-Korps wurde Ahlborn am 13. November 1872 in den Generalstab des II. Armee-Korps nach Stettin versetzt und Mitte Februar 1874 zum Major befördert. Mitte Januar 1876 wurde er dem 3. Brandenburgischen Infanterie-Regiment Nr. 20 aggregiert. Mit der Ernennung zum Kommandeur des Füsilier-Bataillons kehrte er kurz darauf am 12. Februar 1876 in den Truppendienst zurück. Daran schloss sich Ende November 1879 eine Verwendung als Kommandeur des I. Bataillons im Grenadier-Regiment „Prinz Carl von Preußen“ (2. Brandenburgisches) Nr. 12 an. In dieser Eigenschaft stieg Ahlborn Mitte September 1879 zum Oberstleutnant auf, wurde am 8. Februar 1883 als Kommandeur des Füsilier-Bataillons in das 5. Brandenburgische Infanterie-Regiment Nr. 48 versetzt und rückte Mitte November 1883 in den Regimentsstab auf. Unter Beförderung zum Oberst kehrte er am 14. Juli 1885 als Kommandeur in das 6. Rheinische Infanterie-Regiment Nr. 68 zurück. Am 10. August 1888 kommandierte man ihn zur Vertretung des Kommandeurs der 18. Infanterie-Brigade nach Głogów. Mit der Beförderung zum Generalmajor wurde Ahlborn am 19. September 1888 Kommandeur dieser Brigade. Er erhielt Mitte September 1890 den Roten Adlerorden II. Klasse mit Eichenlaub und wurde am 14. Februar 1891 in Genehmigung seines Abschiedsgesuches mit dem Charakter und der gesetzlichen Pension zur Disposition gestellt.
Über Ahlborns Selbstmord Anfang November 1918, kurz vor Ende des Ersten Weltkriegs, berichtet Eduard Engel in seinem Werk 1914–1919. Ein Tagebuch unter dem Datum des 6. November 1918:

„Eine erschütternde Todesanzeige in einer Braunschweigischen Zeitung:
In tiefster Trauer und Verzweiflung über die seinem deutschen Vaterlande angetane Schmach ist der kgl. Generalleutnant z. D. Gustav Ahlborn, E. K. 1. und E. K. 2 1870 71, K.-O. 4. m. Sch. 1866, in Goslar am Harz in seiner Wohnung am Fuße des Bismarck-Standbildes im 82. Lebensjahr freiwillig in den Tod gegangen.“

Ahlborns Tod wurde auch in zahlreichen US-amerikanischen Publikationen gemeldet, so z. B. im The World Almanac and Book of Facts des Jahres 1919:

„The retired Prussian General, Gustav Ahlborn, 82 years old, a veteran of the Franco-Prussian War, committed suicide at the foot of the Bismarck statue in Brunswick.“

In dieser und weiteren US-Publikationen wird sein Selbstmord, offenbar fälschlich, in Braunschweig verortet, wo er im öffentlichen Raum stattgefunden haben soll. Ahlborns Alter wird durchweg fehlerhaft mit 82 Jahren angegeben.

### Familie
Ahlborn heiratete am 28. März 1874 in Koblenz Franziska von Platen (* 1844), verwitwete Cohen van Baren. Sie war eine Tochter des preußischen Obersts Adolf von Platen. Die Ehe blieb kinderlos.